# It's Late
"It's Late" é um single da banda britânica de rock Queen, lançada em abril de 1978. Escrita por Brian May, é original do álbum News of the World, de 1977.
A canção conteve uma ideia de Brian May em fazer uma canção em três atos teatrais para a letra da canção. Foi 72° lugar nos Estados Unidos, e apareceu na coletânea Queen Rocks, de 1997.
A letra versa o um relacionamento amoroso que está chegando ao fim: "É mais uma daquelas músicas que são história-da-sua vida. Eu acho que é sobre todos os tipos de experiências que eu tive, e experiências que eu pensei que outras pessoas tinham, mas eu acho que foi muito pessoal, e é escrito em três partes, a primeira parte da história é em casa, o cara está com a sua mulher. A segunda parte está em uma sala em algum lugar, o cara é com alguma outra mulher, que ele ama, e não posso deixar de amar, e a última parte é que ele está de volta com sua mulher", disse May sobre a faixa.

## Integrantes
- Freddie Mercury – vocais
- Brian May – guitarras, vocal de apoio
- John Deacon – baixo
- Roger Taylor – bateria, vocal de apoio